# François-Honore Jacob-Desmalter

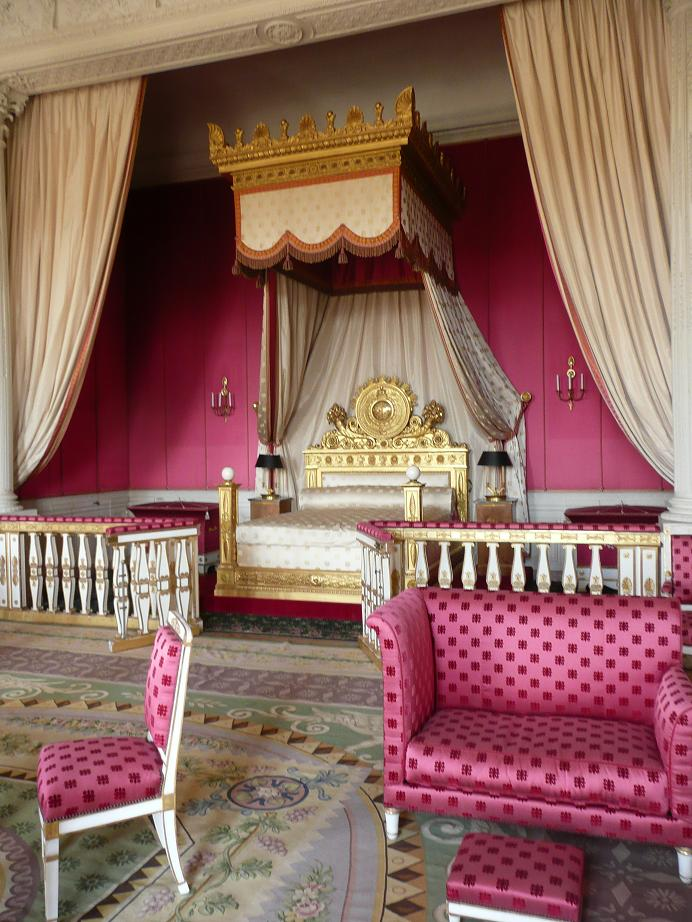
Meble Jacoba-Desmaltera we wnętrzach Pałacu wersalskiego

François-Honore Jacob-Desmalter(1770–1841)- ebenista francuski, syn Georges’a Jacoba. Przydomek Desmalter przybrał od nazwy niewielkiego rodowego majątku.

## Życiorys
W 1796 r. przejął wraz z bratem Georges’em zakład meblarski ojca i prowadził go do roku 1803 pod nazwą Jacob Frères (Bracia Jacob). Po śmierci brata w 1803 założył spółkę z ojcem i działał z nim do 1814 r. pod nazwą Jacob-Desmalter, a następnie prowadził zakład sam do roku 1825 kiedy to przekazał go synowi. Nosił tytuł „ebenisty cesarskiego” przyznany mu przez Napoleona, dla którego przeznaczał dużą część swojej produkcji.

## Twórczość
Pracował nad wyposażeniem pałaców cesarskich w Malmaison, Compiegne, Saint-Cloud, Fontainebleau i Wersalu, wykonywał również meble dla pałaców w Windsorze, Poczdamie i Petersburgu oraz meble na zamówienie dworów hiszpańskiego i holenderskiego. Rozwijał pozostawiony mu przez ojca zakład rzemieślniczy, doprowadzając do rozwinięcia produkcji na skalę przemysłową i zatrudnienia 800 osób.
Jacob-Desmalter często stosował w swych meblach bogatą dekorację, jako motywów zdobniczych używając ornamentów egipskich, hieroglifów, wiązek piorunów, lwich pazurów, jak również motywów wywodzących się ze sztuki gotyckiej. Przy ozdabianiu swoich produktów wykorzystywał technikę intarsji, pokrywanie brązem oraz porcelanowymi plakietkami. Meble wykonywał m.in. według projektów Ch. Perciera, P.F. Fontanine'a i P.P. Prudhona. Jego twórczość reprezentuje styl dyrektoriatu i empiru. Jednym z jego najbardziej znanych mebli jest szafka na klejnoty wykonana dla cesarzowej Józefiny i zachowana w Fontainebleau.